# Hyliota usambara
La hiliota de los Usambara (Hyliota  usambara) es una especie de aves paseriformes de la familia Hyliotidae endémica de Tanzania, en las montañas Usambara.
Su hábitat natural son los bosques húmedos bosques tropicales de montaña, aunque también vive en las plantaciones. Se encuentra amenazada por la perdida de hábitat